# Radio Orašje
Radio Orašje je regionalna radijska postaja čije je sjedište u Orašju, BiH. Emitira na hrvatskom jeziku na 88 MHz i 105,8 MHz i na internetu.
S emitiranjem započela veljače 1978. U ratnim godinama bila je stožerni dio obrane ovih prostora od velikosrpskog agresora. Hrvatski prefiks izgubio je u miru kao i ostale slične ustanove jer su bošnjačka SDA i federalna ekipa dugo radile na ukidanju tog prefiksa.  Nažalost to je sve tiho prošlo i nitko od posavskih intelektualaca nije digao glas. "Hrvatski radio Orašje" je tako morao postati "Radio Orašje"  po sili nepravednog zakona, naknadno. Postignuto je nametnutim i preglasavajućim putem, kao i ukidanje naziva "županija" na državnoj razini. Privremene financijske probleme mjesni moćnici iz SDA pokušali su iskoristiti situaciju radi izmjene u programu. Osoblje postaje, koje je stručnost dokazalo ratnih godina, bilo je izloženo kritikama nedobronamjernih kritizera iz političkih struktura, koji se nikad u struci nisu dokazali, neki nikad nisu nigdje ni radili, neki bez ikakve stručne spreme i kompetencije za ocjene tuđih radova, a poneki od zlonamjernih kritičara su bili i krivično gonjeni. 
Postaja je opstala unatoč svim teškoćama.
Emitira program na rubnom (graničnom) području BiH s Republikom Hrvatskom, te pokriva područje od Brčkog (istočno u BiH), Modriče i Odžaka (zapadno u BiH), Gradačca i Srebrenika (južno u BiH), u Hrvatskoj pokriva područje bivše županjske općine i područje do Đakova i Vukovara, a signal dopire i do Slavonskog Broda u sekundarnoj zoni.
Programsku shemu čine vijesti i glazba, od techna, dancea, rocka i popa, domaćeg i stranog do domaće folk i izvorne glazbe. Određenim danima pušta se tematske emisije. Postaja je informativan medij i jedini je elektronski medij registriran u Orašju. Brojni su zabavni sadržaji. Program se emitira 24 sata dnevno, a radni dan je radnim tjednom od 7, a vikendom od 9.

## Vanjske poveznice
- Službene stranice
- Facebook